# Glauco Torlontano
Glauco Torlontano (Pescara, 30 ottobre 1924 – Pescara, 11 novembre 2011) è stato un politico italiano.

## Biografia
Medico chirurgo specializzato in Ematologia, è stato per molti anni docente di Patologia generale e di Ematologia presso la Facoltà di Medicina e Chirurgia dell'Università degli Studi "Gabriele d'Annunzio" di Chieti.
Viene eletto al Senato nel 1987 nelle liste del Partito Comunista Italiano; dopo lo scioglimento del PCI aderisce al Partito Democratico della Sinistra, con il quale viene rieletto a Palazzo Madama nel 1992. 
Conferma il proprio seggio al Senato coi Progressisti anche dopo le elezioni del 1994, vincendo nel collegio uninominale di Pescara con il 40,1% dei voti. Conclude il proprio mandato parlamentare nel 1996.
Viene eletto consigliere comunale a Pescara fin dal 1990, prima come indipendente, poi nel PDS e infine coi DS, restando in carica fino al 2008. Dal 1995 al 1999 è stato anche consigliere provinciale di Pescara.
Muore a 87 anni, nel novembre 2011.